# Ferrol (járás)
Ferrol egy comarca (járás) Spanyolország Galicia autonóm közösségében, A Coruña tartományban. Székhelye Ferrol. Népessége 2005-ös adatok szerint 163 669 fő volt.

## Települések
A székhely neve félkövérrel szerepel.
- Ares
- Fene
- Ferrol
- Mugardos
- Narón
- Neda
- Valdoviño
- As Somozas
- Moeche
- San Sadurniño
- Cedeira